# Gandhi e la liberazione e divisione dell'India

Spartizione dell'India (1947)

## Le perplessità sulla proposta britannica
La Gran Bretagna, cedendo alle pressioni del movimento anticoloniale, decide di concedere la piena indipendenza alla sua colonia e, il 24 marzo 1947, nomina viceré e governatore generale delle indie Lord Mountbatten, che riceve il difficile compito di preparare l'indipendenza.
Nel 1946 gli inglesi propongono il cosiddetto piano Mountbatten, che prevede la divisione dell'India in due paesi, a seconda della maggioranza religiosa: musulmana o indù.
Gandhi, che dal canto suo aveva avanzato la proposta di costituire una confederazione di repubbliche autonome, incentrando il potere sui consigli di villaggio, consiglia al Congresso di rifiutare le proposte offerte dal British Cabinet Mission. Secondo Gandhi il piano britannico è mirato a inasprire la già presente situazione di tensione tra le due maggiori comunità religiose dell'India e vi si oppone visceralmente.

## La decisione sulla separazione
Quando la decisione sulla separazione approda al Congresso, Nehru e Patel, che temono che in caso di rifiuto della proposta il controllo del governo passerebbe alla Lega Musulmana Panindiana, non considerano, al contrario di quanto avevano fatto fino a quel momento, l'opinione di Gandhi.
La Lega Musulmana, il secondo maggior partito indiano, era in quel periodo guidato da Mohammad Ali Jinnah: Jinnah era un nazionalista islamico ed era stato il primo, nel 1940, a proporre l'idea di una nazione islamica indiana, il Pakistan. La linea politica della Lega musulmana mirava ad una divisione tra la due principali comunità religiose; Jinnah temeva che in un'India laica e non confessionale i musulmani potessero essere schiacciati politicamente dagli induisti, presenti in numero assai maggiore nel paese.
In realtà molti musulmani in India vivevano vicino agli indù o ai sikh ed erano favorevoli a un'India unita, ma Jinnah era molto popolare negli stati del Punjab, Sindh, NWFP e del Bengal Est, e riesce a far prevalere all'interno del suo partito la propria linea.
La possibile divisione accende focolai di tensione nel paese, tanto che ancor prima che la decisione venga presa, tra il 1946 e il 1947, più di 5 000 persone vengono uccise nelle violenze intercomunitarie. Di fronte alla prospettiva di una partizione Gandhi propone a Jinnah di diventare Primo ministro dell'India unita. I membri del Congresso non vedono però di buon occhio l'idea: tali critiche convincono ulteriormente la Lega musulmana che non è possibile per gli islamici indiani vivere alla pari in una nazione prevalentemente indù.
A questo punto sia la Lega Musulmana sia il partito del Congresso non vedono altra soluzione che il piano Mountbatten, per evitare una guerra civile tra musulmani e indù.
La separazione viene così definitivamente approvata dalla direzione del Congresso (e successivamente dal parlamento indiano). I membri del Congresso sanno che Gandhi rifiuterà questa divisione e che è impossibile per loro continuare senza il suo accordo, data la popolarità di Gandhi in seno al partito e in tutta l'India. I colleghi più vicini a Gandhi hanno accettato questa divisione e lo stesso Sardar Patel discute con lui per convincerlo. Sarà un Gandhi devastato che dà il suo accordo, per evitare la guerra civile.

## Una triste indipendenza
Una volta che la proposta britannica è stata accettata iniziano i preparativi per dividere l'India in due diversi stati nazionali indipendenti, entrambi associati al Commonwealth britannico: l'Unione indiana, a maggioranza induista (683 milioni di abitanti), guidata dal leader del partito del Congresso Nerhu, e la Repubblica del Pakistan (occidentale e orientale) a maggioranza islamica (83 milioni di abitanti).
Il giorno dell'indipendenza, il 15 agosto 1947, Gandhi non partecipa alle festività con il resto dell'India, ma si addolorò in solitudine presso la città di Calcutta. La divisione dell'India provoca l'esodo in massa di circa 17 milioni di persone da uno stato all'altro con violenti scontri tra musulmani e induisti che porteranno a più di 500.000 morti. Il 1º settembre 1947, a Calcutta, digiuna nel tentativo di bloccare l'ondata di follia e di violenza, riuscendo a fermare le atrocità in quattro giorni: continua poi a impegnarsi per far smettere le violenze imbastendo un dialogo con i dirigenti delle due comunità religiose.